# Gujin Tushu Jicheng

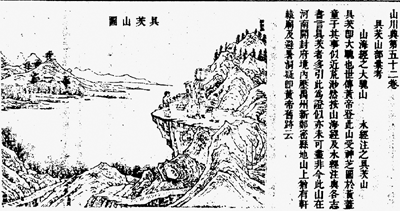

Gujin tushu jicheng (古今圖書集成 "Grande enciclopédia imperial ilustrada dos tempos passados e presentes") é um vasto trabalho enciclopédico escrito na China durante os reinos dos imperadores Kangxi e Yongzheng da Dinastia Qing e  completado em 1725. A primeira edição tinha 64 livros.
O trabalho foi encabeçado pelo erudito Chen Menglei (陳夢雷), mas a responsável creditado na obra é Jiang Tingxi (蔣廷錫), revisor oficial. Contém 800.000 páginas com mais de 10 milhões de caracteres chineses. Os tópicos da enciclopédia incluem fenômenos naturais, história, literatura, governo, astronomia, geografia, arte, etc.
O trabalho foi impresso em 1726 usando tipos movíveis de cobre, sendo acreditada como a maior obra impressa em tipos móveis de todos os tempos. Ocupa ao redor de 10.000 rolos (卷), dos quais foram feitas cerca de 60 cópias.